# Чілдренс Мерсі Парк
«Чілдренс Мерсі Парк» (англ. Children's Mercy Park) — футбольний стадіон у місті Канзас-Сіті, Канзас, домашня арена футбольного клубу «Спортінг Канзас-Сіті».
Стадіон побудований протягом 2010–2011 років та відкритий 9 червня 2011 року. Потужність становить 18 467 глядачів під час футбольних матчів та 25 000 під час концертів.
У 2013 році арена приймала Матч всіх зірок МЛС між командою зірок МЛС та «Ромою».
Протягом 2011–2013 років стадіон носив назву «Лайвстронг Спортінг Парк», у 2013–2015 роки — «Спортінг Парк». У 2015 році було оголошено про співпрацю з Дитячим фондом милосердя, у результаті чого арену перейменовано на «Чілдренс Мерсі Парк».